# Air Italy (2005–2018)
Air Italy S.p.A. fue una aerolínea con su sede central en Gallarate, Italia. Tiene destinos en toda Italia, Europa, África y Brasil. El hub de esta aerolínea es el Aeropuerto de Milán-Malpensa y el Aeropuerto de Verona.

## Destinos
África
- Cabo Verde
  - Sal / Aeropuerto Internacional Amílcar Cabral
- Kenia
  - Nairobi
- Madagascar
  - Antananarivo / Aeropuerto Internacional Ivato
  - Nosy Be
- Mauricio
  - Mauricio

Centroamérica y El Caribe
- Honduras
  - Roatán / Aeropuerto Internacional Juan Manuel Gálvez (Vuelos Charters)

Europa
- Italia
  - Alghero / Aeropuerto de Alghero-Fertilia
  - Bari / Aeropuerto de Bari-Palese
  - Brindisi / Aeropuerto de Brindisi
  - Catania / Aeropuerto de Catania-Fontanarossa
  - Nápoles / Aeropuerto de Nápoles-Capodichino
  - Olbia
  - Palermo / Aeropuerto Internacional de Palermo
  - Milán / Aeropuerto de Milán-Malpensa Hub
  - Roma / Aeropuerto de Roma-Fiumicino
  - Verona / Aeropuerto de Verona Hub
- Kosovo
  - Pristina / Aeropuerto de Pristina
- España
  - Gran Canaria / Aeropuerto de Gran Canaria
  - Tenerife / Aeropuerto de Tenerife Sur

Sudamérica
- Brasil
  - Fortaleza / Aeropuerto Internacional Pinto Martins
  - Salvador / Aeropuerto Internacional Dois de Julho
  - Natal / Aeropuerto Internacional de Grande Natal

- Venezuela
  - Porlamar / Aeropuerto Internacional del Caribe Santiago Mariño (Vuelos Charters)

- Colombia
  - Cartagena / Aeropuerto Internacional Rafael Núñez (Vuelos Charters)
  - Medellín / Aeropuerto Internacional José María Córdova (Vuelos Charters)
  - Bogotá / Aeropuerto Internacional El Dorado (Vuelos Charters)

## Flota
La flota de Air Italy consiste en las siguientes aeronaves (a diciembre de 2010):
- 5 Boeing 737-300
- 2 Boeing 737-400
- 1 Boeing 737-700
- 1 Boeing 737-800
- 2 Boeing 767-200
- 2 Boeing 767-300ER